# Junge Wikinger Ried
Die Jungen Wikinger Ried sind die zweite Mannschaft des österreichischen Bundesligisten SV Ried. Die Mannschaft spielt seit der Saison 2019/20 in der Regionalliga Mitte, der dritthöchsten Spielklasse.
In der Saison 2004/05 trat die Mannschaft nach einer Spielgemeinschaft mit dem SV Riedau als SV Riedau/Ried II in Erscheinung. Von 2005/06 bis einschließlich 2016/17 bestand eine Spielgemeinschaft mit dem SV Neuhofen und die Mannschaft nannte sich SV Neuhofen/Ried II.

## Geschichte
Die Amateure von Ried nahmen in der Saison 1999/2000 erstmals am ÖFB-Cup teil, in dem man aber in der ersten Runde am Zweitligisten SV Braunau scheiterte. In der Saison 2000/01 nahm man nach einem Vorrundensieg gegen den SK St. Magdalena wieder teil und scheiterte erneut in der ersten Runde, diesmal am Regionalligisten SV Stockerau. 2003 stiegen die Amateure von Ried als Tabellenletzter der OÖ Liga in die fünftklassige Landesliga ab. 
Zur Saison 2004/05 ging man mit dem SV Riedau eine Spielgemeinschaft ein. Die SG belegte in der Saison 2004/05 den siebten Platz in der Landesliga West. Nach einer Spielzeit wurde die Spielgemeinschaft mit Riedau 2005 wieder aufgelöst und man ging eine Spielgemeinschaft mit dem sechstklassigen SV Neuhofen ein. Die neue Spielgemeinschaft trat in der Saison 2005/06 in der Bezirksliga Süd an, in der man Vizemeister wurde. In der Spielzeit 2006/07 wurde man abermals Vizemeister. In der Saison 2007/08 wurde man, nun in der Gruppe West antretend, Meister und stieg in die Landesliga auf. In der Saison 2008/09 nahm man als oberösterreichischer Cup-Sieger wieder am ÖFB-Cup teil und erreichte nach einem Erstrundensieg gegen den SC Schwaz erstmals die zweite Runde, in der man aber dem Bundesligisten SK Sturm Graz unterlag. In der ersten Saison nach der Rückkehr in die Landesliga wurde man prompt Meister und marschierte damit in die OÖ Liga durch.
In der Saison 2009/10 belegte die Spielgemeinschaft den vierten Rang. In der Saison 2010/11 wurde man wieder Vierter, im Cup qualifizierte man sich nach einem Sieg gegen den FC Wels wieder für die Hauptrunde, in der ersten Runde schied man aber gegen den Bundesligisten FK Austria Wien aus. In der Spielzeit 2011/12 wurde das Team Sechster. In der Saison 2012/13 belegten die Rieder den fünften Rang, in der Saison 2013/14 folgte mit Platz zehn erstmals kein einstelliger Tabellenplatz. In der Saison 2014/15 wurde man gar nur Elfter. In der Saison 2015/16 ging es mit Rang neun wieder ein wenig aufwärts. In der Saison 2016/17 wurde man Elfter und hatte einen Vorsprung von vier Punkten auf die Abstiegsränge.
Nach der Saison 2016/17 wurde die Spielgemeinschaft mit Neuhofen nach zwölf Jahren aufgelöst und man trat fortan als Junge Wikinger Ried auf. In der ersten Saison ohne Neuhofen belegte man Platz 14 und entging nur aufgrund der besseren Tordifferenz gegenüber dem ASV St. Marienkirchen dem Abstieg in die Landesliga. Die Saison 2018/19 sollte völlig gegensätzlich verlaufen: Die Jungen Wikinger wurden mit drei Punkten Rückstand auf den ASKÖ Oedt Vizemeister und durften nach dessen Aufstiegsverzicht erstmals in die Regionalliga Mitte aufsteigen. In dieser belegte das Team in der Debütsaison 2019/20 den 13. Rang nach 17 Spieltagen, ehe die Meisterschaft aufgrund der COVID-19-Pandemie vorzeitig abgebrochen wurde.

## Trainerhistorie
- Gerhard Schweitzer (1999–2001)
- Herbert Panholzer (2001–2002)
- Helmut Geissler (2002)
- Andrzej Lesiak (2002)
- Johann Hartinger (2003)
- Andrzej Lesiak (2003)
- Andreas Fischer (2005)
- Peter Wagner (2005–2006)
- Michael Angerschmid (2007–2012)
- Gerald Grochar (2013–2014)
- Thomas Weissenböck (2014–2017)
- Thomas Klochan (2017)
- Florian Königseder (2017–2018)
- Miron Muslić (2018)
- Thomas Weissenböck & Stefan Unterberger (2019)
- Herwig Drechsel (2019–2020)
- Christian Heinle (2020–2021)